# Dankspende des deutschen Volkes
Die Dankspende des deutschen Volkes war eine durch den damaligen Bundespräsidenten Theodor Heuss initiierte Spende deutscher Bürger zum Dank für die ausländische Hilfe in den Nachkriegsjahren.

## Ausländische Hilfe für die hungernden Deutschen

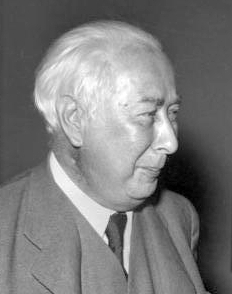
Bundespräsident Heuss (Foto: 1953)

Nach dem Zweiten Weltkrieg erlebten hungernde und obdachlose Deutsche eine Welle der Hilfsbereitschaft aus dem Ausland. Privatpersonen und Organisationen auf allen Kontinenten spendeten in beispielloser Weise für Lebensmittel, denen viele Menschen in Deutschland in den Hungerjahren nach 1945, insbesondere im Hungerwinter 1946/47, ihr Überleben verdankten.
Die besondere Not der unterernährten Kinder in dieser Zeit war z. B. Anlass der Hilfsaktion des Schwedischen Roten Kreuzes. Obwohl auch in Schweden die Lebensmittel nach dem Krieg rationiert waren, spendeten die schwedischen Bürger mit der Ein-Kronen-Sammlung Millionen auch für Deutschland und Österreich. Die „Schwedenspeisung“ war eine der größten aus dem Ausland finanzierten Massenspeisungen nach Kriegsende, vor allem für das westliche Nachkriegsdeutschland und Wien. Fast vier Jahre lang – von Anfang 1946 bis April 1949 – wurden Kinder im Alter zwischen drei und sechs Jahren, davon 120.000 innerhalb der Britischen Besatzungszone  Deutschlands und in Berlin, in ihren Kindergärten und Schulen mit Suppen versorgt.

## Bundespräsident Heuss und die Dankspende
Am 27. November 1951 rief der damalige Bundespräsident Theodor Heuss in einer Radioansprache die Deutschen zu einer Spendenaktion auf. Die gespendeten Gelder sollten dem Ankauf von Werken lebender deutscher Künstler dienen, die dann als Dankesgeste an die ausländischen Spender gehen würden.
Wie in dem 1955 erschienenen Bericht über die Dankspenden-Aktion zu lesen war, traf der Appell des Bundespräsidenten „überall auf bereitwillige Hände und Herzen“.
Weiterhin erfährt man, dass die Gemeinden es in besonderem Maße als ihre Aufgabe ansahen, ihre Bürger auf die Ziele der Dankspende aufmerksam zu machen. Die Stadtverwaltung Oberhausen z. B. schrieb in ihrem Aufruf im April 1952: „Wer wird je vergessen, dass die Schulspeisung durch Auslandshilfe ermöglicht, unsere Kinder vor dem ärgsten Hunger und vor Krankheit bewahrte.“
Zunächst ging eine außerordentlich große Anzahl von Spenden von DM 2,– oder DM 5,– ein (DM 1,– = Euro 0,51). Die Spender vermerkten auf ihren Überweisungen u. a., dass sie nie selber ausländische Hilfe erhalten hätten, dass sie sich aber als Deutsche verpflichtet fühlten, die gute Sache zu unterstützen, selbst wenn sie persönlich in ärmlichsten Verhältnissen lebten. Eine alte Frau aus Münster schrieb: „Wir wollen unsere Wohltäter nicht vergessen und für sie beten. Was wäre ohne ihre Hilfe aus uns geworden?“
Auch zahlreiche Schulklassen statteten ihren Dank für die jahrelangen Schulspeisungen ab. Eine Klassensprecherin schrieb an den Bundespräsidenten, nachdem sie DM 20,– überwiesen hatte:

„Das Ergebnis ist für unsere Verhältnisse groß, denn den meisten Familien geht es nicht gut. Zu unserem Schulbezirk gehört ein Lager, in dem Flüchtlinge notdürftig untergebracht sind. Bei vielen Familien sind die Väter arbeitslos. Man darf aber nicht immer nur gedankenlos nehmen, sondern möchte auch einmal im kleinen zurückgeben.“

Aber es fanden auch vielfältige Veranstaltungen zugunsten der Dankspende statt, so z. B. das Konzert des Männergesangsvereins Gemüthlichkeit von 1862 in Königswinter, das DM 223,60 einbrachte. Oder das erste Fußballländerspiel des Deutschen Fußball-Bundes auf deutschem Boden nach dem Zweiten Weltkrieg gegen Irland, das in Köln 1952 stattfand und der Dankspende DM 14.000 einspielte. Bis zum Frühjahr 1953 kamen auf diese Weise beachtliche 1,5 Mio. DM zusammen.

## Kunstwerke als Dank für geleistete Hilfe
2000 Vereinigungen in 28 Staaten sollten für ihre großzügige Hilfen beschenkt werden. Eine Jury aus Museumsdirektoren und staatlichen Vertretern wählte für die Dankspende über 2000 Werke von bekannten wie unbekannten Künstlern aus u. a. von Gerhard Marcks, Edwin Scharff, Wilhelm Lehmbruck und Georg Meistermann. Das Ziel war regionale Ausgewogenheit, aber durch den großen Einfluss der Kölner Vertreter in der Jury, kam es zum Übergewicht rheinischer Künstler.
Abstrakte Kunst wurde nicht gekauft. Verstärkt erworben wurden die Werke derjenigen Künstler, die mit christlich-abendländischen Motiven und mit kostbaren Materialien arbeiteten wie z. B. Ewald Mataré, der zudem einen der wichtigsten Künstler des Wiederaufbaus der Stadt Köln darstellte (Neugestaltung der Türen des Kölner Doms).
Für die Dankspende schuf Ewald Mataré die Dankesplakette, die später das Titelblatt des Dankspendenberichts schmücken sollte. Die kostbare Plakette hat einen Durchmesser von 1,55 Meter und wiegt 300 Kilogramm. Sie besteht aus einem vergoldeten Kupfer-Himmel mit strahlenförmig eingesetzten Bernstein-Sternen. Am Ausgangspunkt der Strahlen befindet sich ein kleines Medaillon mit ineinander gelegten Händen aus Elfenbein. Darunter ist das lateinische Sprichwort In necessariis unitas, in dubiis libertas, in omnibus caritas („Im Notwendigen herrsche Einmütigkeit, im Zweifelhaften Freiheit, in allem aber Nächstenliebe“) als weiteres Ornament gesetzt. Links unten dann der Hauptblickpunkt – ein weiteres Medaillon mit den ineinander fließenden Silhouetten eines Mannes und einer Frau aus Elfenbein – das heutige Logo Zueinander des Städtischen Mataré-Gymnasium Meerbusch in Meerbusch-Büderich.
In einer feierlichen Zeremonie in Stockholm in Anwesenheit des schwedischen Ministerpräsidenten Tage Erlander übergab der Vertreter des deutschen Botschafters im Januar 1954 Matarés Dankesplakette als Geschenk des deutschen Volkes, um dem schwedischen Volk für seine caritas, seine uneigennützige Nächstenliebe nach 1945 zu danken. Seit jenem Jahr hängt es – zwischenzeitlich gereinigt und restauriert – im Bürogebäude der Abgeordneten des Schwedischen Reichstags, dem Ledamotshus.
Andere Empfänger waren z. B. die deutsche evangelische Gemeinde in Buenos Aires, die Salvation Army in Sydney, die Force Ouvrière in Paris, die Societé du Lion et Soleil Rouge de l’Iran, die Nation der Vereinigten Staaten von Amerika oder der britisch-jüdische Verleger und Friedensaktivist Victor Gollancz.